# 297161 Subuchin
297161 Subuchin este o planetă minoră (asteroid) din centura de asteroizi. A fost descoperită pe 29 februarie 2008 la Xuyi County⁠(d) de . 
Obiectul prezintă o orbită caracterizată de o semiaxă mare de 2,3490586945292 UAi, o excentricitate de 0,068952005210596, o înclinație de 5,9535666930693 ° în raport cu ecliptica.